# Želechovice
Želechovice (deutsch Schelechowitz) ist eine Gemeinde in Tschechien. Sie liegt drei Kilometer südöstlich von Uničov und gehört zum Okres Olomouc.

## Geographie
Želechovice befindet sich am linken Ufer des Baches Hlavnice im Norden der Obermährischen Senke (Hornomoravský úval).
Nachbarorte sind Brníčko im Norden, Újezd im Nordosten, Mladějovice und Babice im Osten, Strukov im Südosten, Papůvka und Pňovice im Süden, Dětřichov und Renoty im Südwesten, Pazderna und Střelice im Westen sowie Lukavice und Uničov im Nordwesten.

## Geschichte
Archäologische Funde belegen eine frühzeitliche Besiedlung des Gemeindegebietes. An der Straße nach Brníčko sowie im südlichen Teil des Dorfes wurden Siedlungen der Linearkeramikkultur aufgefunden. Während des Großmährischen Reiches befand sich bei Želechovice ein Zentrum der Eisenverhüttung. Die aus einer Batterie von 25 slawischen Eisenreduktionsöfen bestehende Hütte aus dem 8. Jahrhundert wurde in den 1930er Jahren entdeckt und ist der einzige Fund dieser Art in Tschechien.
Die erste schriftliche Erwähnung von Zelechowiczi erfolgte am 2. Februar 1078 in der Gründungsurkunde des Klosters Hradisko durch Herzog Otto I. und seiner Frau Euphemia von Ungarn. Der auf einer leichten Anhöhe angelegte Rundling war mit zwei leicht befestigten Eingängen versehen. Gegen Osten lagen die Felder, die Oskavaniederung westlich war Sumpfland. Im Jahre 1160 wurde der Ort als Selechouici, 1252 als Selechowicz, 1261 als Selichowicz, 1330 als Zelchwicz, 1367 als Zelichow und ab 1436 als Zielechowicze bzw. Zzelechowicze bezeichnet. Bis zu den Hussitenkriegen gehörte das Dorf zu den Gütern des Klosters Hradisko, danach wurde es Teil der Herrschaft Pňovice. 1555 erwarben die Berka von Dubá das Dorf und schlossen es an die Herrschaft Sternberg an. Nachfolgender Besitzer war Karl II. von Münsterberg, der 1570 durch Heirat an die Herrschaft Sternberg gelangt war. Er erteilte dem Dorf 1583 ein eigenes Siegel und das Privileg zur Siegelung mit grünem Wachs. Die Matriken wurden ab 1607 in Uničov und seit 1653 in Augezd geführt. 1642 besetzten schwedische Truppen das Gebiet und hielten es noch bis 1650. Nach dem Tod des Herzogs Karl Friedrich I. von Münsterberg-Oels, mit dem die schlesische Linie der Podiebrader erlosch, folgte ihm 1647 sein Schwiegersohn Silvius I. Nimrod von Württemberg-Oels. 1693 verkaufte Silvius II. Friedrich die Herrschaft Sternberg an Johann Adam Andreas von Liechtenstein. Weitere Namensformen waren Schelechowitz (ab 1599), Zielechowitz (ab 1678), Schelichowitz (1692), Žielchovice (1766), Zielochovitium (1771), Czlechowitz, Želichovice (1787), Želechowitz (1793) und Želchovice bzw. Zielchowitz (1839). Bis zur Mitte des 19. Jahrhunderts blieb der Ort immer zur Fürstlich Liechtensteinischen Herrschaft Sternberg untertänig.
Nach der Aufhebung der Patrimonialherrschaften bildete Želechovice/Zielchowitz ab 1850 eine Gemeinde in der Bezirkshauptmannschaft Litovel und dem Gerichtsbezirk Uničov. Ab 1855 gehörte Želechovice zum Bezirk Uničov, ab 1868 zum Bezirk Litovel und ab 1909 zum Bezirk Sternberg. Seit 1872 wurde der Ort im Deutschen als Zilchowitz bezeichnet. Nachdem am 8. Oktober 1938 infolge des Münchner Abkommens große Teile des Bezirkes Sternberg an das Deutsche Reich abgetreten werden mussten, verblieb Želechovice bei der „Resttschechei“ und wurde dem Bezirk und Gerichtsbezirk Litovel zugeordnet. Während der deutschen Besetzung wurde wieder der deutsche Name Schelechowitz verwendet. Nach dem Ende des Zweiten Weltkrieges wurde Želechovice 1945 wieder dem Okres Šternberk und Gerichtsbezirk Uničov zugeordnet. 1949 kam das Dorf auch zum Gerichtsbezirk Šternberk.
Im Zuge der Gebietsreform von 1960 wurde der Ort nach der Auflösung des Okres Šternberk dem Okres Olomouc zugeordnet. Im Jahre 1974 erfolgte die Eingemeindung nach Uničov. Nach der Samtenen Revolution löste sich Želechovice wieder los und bildete seit Beginn des Jahres 1991 eine eigene Gemeinde.

## Gemeindegliederung
Für die Gemeinde Želechovice sind keine Ortsteile ausgewiesen. Zu Želechovice gehört die Ansiedlung Pazderna.

## Sehenswürdigkeiten
- Neogotische Kapelle der hll. Kyrill und Method, erbaut 1883–1885
- Statue der Jungfrau Maria Immaculata aus dem Jahre 1870, sie wurde 2007 restauriert
- Freiheitsdenkmal
- Denkmalgeschütztes Gehöft Nr. 8
- Naturbad Pazderna, Erholungsgebiet in einer ehemaligen Kiesgrube südwestlich des Dorfes